# آتش و رها

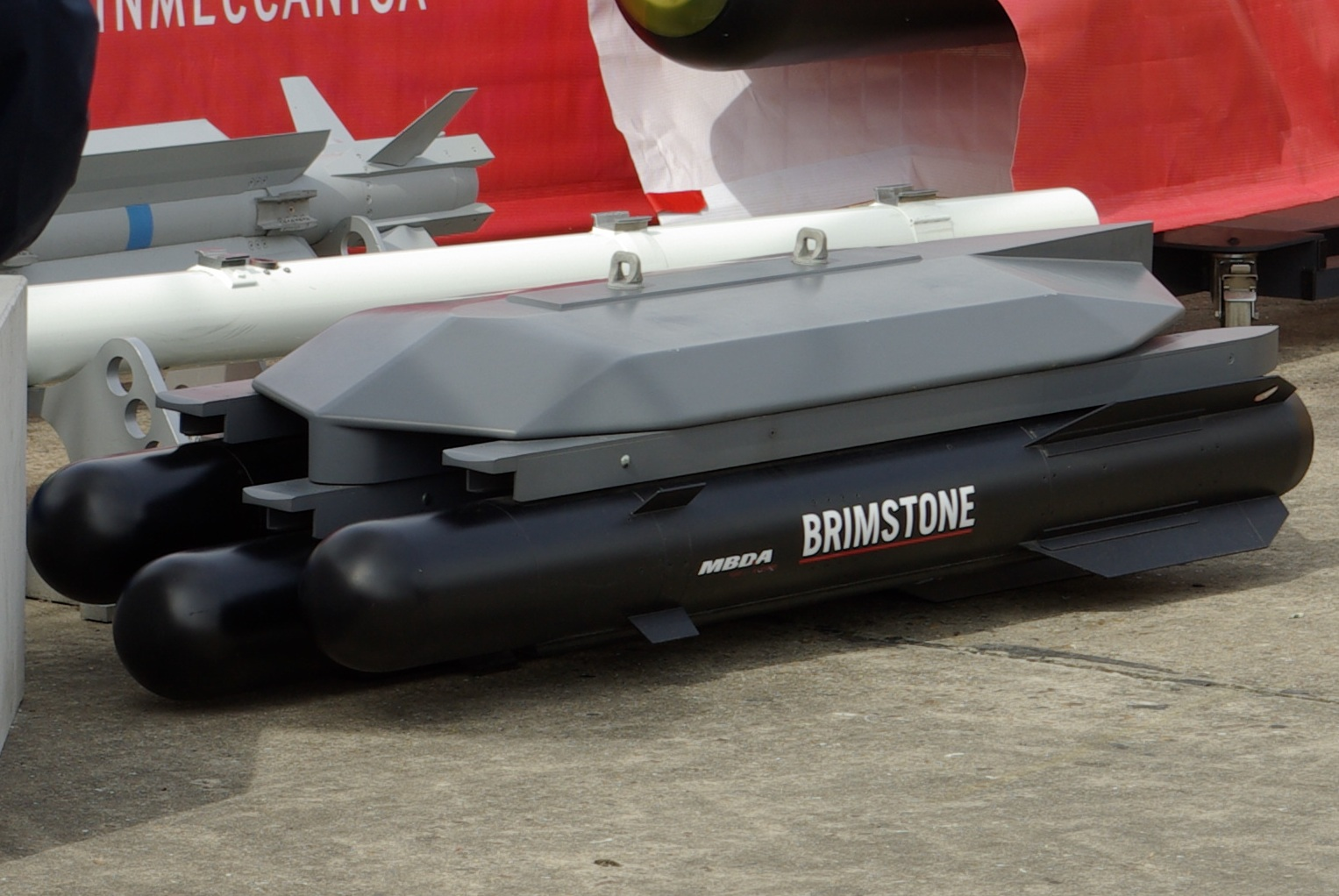
موشک بریمستون نیروی هوایی سلطنتی بریتانیا یک موشک ضد تانک شلیک کن فراموش کن

موشک آتش و رها (به انگلیسی: Fire-and-forget) (به معنی: شلیک کن و فراموش کن) به موشک‌هایی گفته می‌شود که بعد از شلیک، در هدف‌یابی، دیگر نیازی به راهنمایی شخص یا دستگاهی دیگر (مثلا از طریق هدایت سیمی یا روشن‌سازی هدف) ندارند و لازم نیست تا پرتاب‌کنندهٔ آن‌ها خود را در یک خط مستقیم با هدف نگه دارد؛ بلکه در این نوع موشک تمام مراحل هدف‌یابی پس از شلیک توسط خود موشک انجام می‌شود.
در سیستم هدف‌گیری «آتش و رها» فقط کافی‌ست اطلاعات کلی هدف قبل از شلیک در حافظه موشک برنامه‌ریزی شوند. این اطلاعات شامل نشانه‌گیری به سوی هدف، اندازه‌گیری‌های راداری (از جمله شتاب هدف) و تصویر مادون قرمز (حرارتی) هدف می‌شود. بعد از شلیک موشک سامانه هدایتی موشک با استفاده از گردش‌بین‌ها (ژیروسکوپ)، شتاب‌سنج‌ها، جی‌پی‌اس، رادار داخلی خود و دید حرارتی (مادون قرمز) خود به سوی هدف می‌رود. هر موشکی که از یکی از امکانات بالا برای راهیابی بهره بگیرد موشکی با قابلیت شلیک کن و فراموش کن شناخته می‌شود.

## موشک‌هایی با این ویژگی

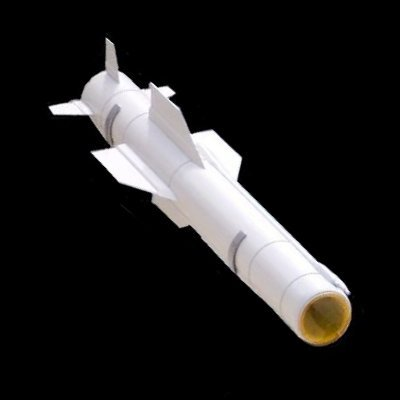
موشک پیشرفته پرس ۳ ال‌ار با قابلیت شلیک-کن-فراموش-کن متعلق به ارتش آلمان

### موشک‌های ضدتانک
- موشک الماس ساخت ایران
- موشک اسپایک ساخت اسرائیل
- ای‌جی‌ام-۱۱۴ هلفایر مدل AGM-114L Longbow Hellfire، موشک ضدتانک آمریکایی
- بریمستون موشک ضدتانک بریتانیایی
- اف‌جی‌ام-۱۴۸ زوبین موشک ضدتانک آمریکایی
- ناگ موشک ضدتانک هندی
- اچ‌جی-۹ مدل آ، موشک ضدتانک چینی
- ویخر (ای‌تی-۱۶) موشک ضد تانک روسی
- اس‌ار‌آی‌دبلیو پردیتور موشک ضد تانک آمریکایی
- تایپ۰۱ ال‌آ‌ام‌تی موشک ضدتانک پیاده‌نظام ژاپنی

### موشک‌های دفاع هوایی
- موشک آکاش موشک دفاع هوایی هندی
- ریم-۶۶ استاندارد مدل اس‌ام۲، فقط بلاک‌های IIIB و IVA، موشک سطح به هوا و ضدکشتی آمریکایی
- اس‌ام-۶ استاندارد مدل ERAM

### موشک‌های هوابه‌هوا
- آآام-۴ (تایپ ۹۹) موشک هوابه‌هوای دوربرد ژاپنی
- ایم-۵۴ فینیکس موشک هوابه‌هوای دوربرد آمریکایی
- ایم-۹ سایدوایندر مدل ایکس، موشک هوابه‌هوای کوتاه‌برد آمریکایی
- آسترا موشک هوابه‌هوای دوربرد هندی
- پی‌ال-۱۲ موشک هوابه‌هوای چینی
- ویمپل آر-۷۷ موشک هوابه‌هوای روسی
- ویمپل آر-۷۳ موشک هوابه‌هوای دوربرد روسی
- ویمپل آر-۲۷ موشک هوابه‌هوای دوربرد روسی
- فکور ۹۰ موشک هوا به هوای ایرانی مهندسی معکوس ایم-۵۴ فینیکس
- فاطر موشک هوا به هوای ایرانی بر پایه ایم-۹ سایدوایندر

### موشک‌های ضدکشتی
- آی‌آرآی‌اس-تی موشک هوابه‌هوای کوتاه‌برد آلمانی
- بوئینگ هارپون موشک کروز ضدکشتی آمریکایی
- موشک اگزوسه آآم موشک کروز ضدکشتی فرانسوی
- آربی‌اس-۱۵ موشک ضدکشتی، سطح‌به‌سطح و سطح به هوای سوئدی

### موشک‌های هوابه‌سطح
- ای‌جی‌ام-۶۵ ماوریک موشک هوابه‌سطح آمریکایی
- آاس-۲۵ ایکس موشک هوابه‌سطح آرژانتینی
- بینا موشک هوا به سطح ایرانی جایگزین ای‌جی‌ام-۶۵ ماوریک

### موشک‌های سطح‌به‌سطح
- اس‌اوام موشک کروز دوربرد ترکیه‌ای